# تضيير
التضيير هي عملية يقوم بها بعض أصحاب الإبل للناقة التي تضع ولداً فيموت بعد ولادته فلرغبتهم ألاّ يجف ضرعها من اللبن يقومون بربط أنف الناقة ربطًا محكمًا لا تستطيع أن تتنفس معه ويحشو مؤخرتها بأكياس وخرق، وتترك على هذه الحالة ما بين 6 ساعات إلى يوم - لكي توهم الناقة أنها حامل - ثم يفك عنها ما ربطت به ويقرب لها حوار (ابن لناقة أخرى) لكي تشمه وتحسب أنها قد ولدته فتدرّ عليه الحليب ومن ثم يستطيع مربي الإبل أن يستفيد من لبنها.

## الحكم الشرعي
أُختلف في حكم هذه العملية وفق الشريعة الإسلامية، فهناك من قالوا بإباحة التضيير، مثل ابن عثيمين، وهناك من قالوا بتحريمه، فقد أفتى علماء اللجنة الدائمة للبحوث العلمية والإفتاء في المملكة العربية السعودية بأن هذا الفعل من المحرمات لما فيه من تعذيب للحيوان.